# Neocharitopus solani
Neocharitopus solani är en stekelart som först beskrevs av Jean Risbec 1957.  Neocharitopus solani ingår i släktet Neocharitopus och familjen sköldlussteklar. Inga underarter finns listade i Catalogue of Life.